# Cantone di La Châtaigneraie
Il Cantone di La Châtaigneraie è una divisione amministrativa dell'arrondissement di Fontenay-le-Comte.
A seguito della riforma complessiva dei cantoni del 2014 è passato da 20 a 40 comuni.

## Composizione
Prima della riforma del 2014 comprendeva i comuni di:
- Antigny
- Bazoges-en-Pareds
- Breuil-Barret
- Cezais
- La Chapelle-aux-Lys
- La Châtaigneraie
- Cheffois
- Loge-Fougereuse
- Marillet
- Menomblet
- Mouilleron-en-Pareds
- Saint-Germain-l'Aiguiller
- Saint-Hilaire-de-Voust
- Saint-Maurice-des-Noues
- Saint-Maurice-le-Girard
- Saint-Pierre-du-Chemin
- Saint-Sulpice-en-Pareds
- La Tardière
- Thouarsais-Bouildroux
- Vouvant

Dal 2015 i comuni sono passati a 40, ridottisi a 39 dal 1º gennaio 2016 per effetto della fusione dei comuni di Mouilleron-en-Pareds e Saint-Germain-l'Aiguiller a formare il nuovo comune di Mouilleron-Saint-Germain.
- Antigny
- Bazoges-en-Pareds
- Bourneau
- Breuil-Barret
- La Caillère-Saint-Hilaire
- Cezais
- La Chapelle-aux-Lys
- La Chapelle-Thémer
- La Châtaigneraie
- Cheffois
- L'Hermenault
- La Jaudonnière
- Loge-Fougereuse
- Marillet
- Marsais-Sainte-Radégonde
- Menomblet
- Mouilleron-Saint-Germain
- Petosse
- La Réorthe
- Saint-Aubin-la-Plaine
- Saint-Cyr-des-Gâts
- Saint-Étienne-de-Brillouet
- Saint-Hilaire-de-Voust
- Saint-Jean-de-Beugné
- Saint-Juire-Champgillon
- Saint-Laurent-de-la-Salle
- Saint-Martin-des-Fontaines
- Saint-Martin-Lars-en-Sainte-Hermine
- Saint-Maurice-des-Noues
- Saint-Maurice-le-Girard
- Saint-Pierre-du-Chemin
- Saint-Sulpice-en-Pareds
- Saint-Valérien
- Sainte-Hermine
- Sérigné
- La Tardière
- Thiré
- Thouarsais-Bouildroux
- Vouvant